# El Omaria
El Omaria (em árabe: العمرية) é uma comuna localizada na província de Médéa, Argélia. De acordo com o censo de 2008, a população total da cidade era de 20 705 habitantes.